# 小行星9366
小行星9366（英語：9366）是一颗围绕太阳公转的小行星。1992年11月17日，杉江淳在Dynic发现了此天体。
这颗小行星的绝对星等为227.81098等。